# Le Montage
Le Montage est un roman d'espionnage de Vladimir Volkoff paru en 1982 aux éditions Julliard qui a reçu le Grand prix du roman de l'Académie française la même année. C'est une satire de l'intelligentsia de la gauche caviar en France et une mise en évidence des mécanismes d'influence et de désinformation de l'URSS.

## Résumé
Aleksandre Psar est le fils d'un émigré russe blanc, officier dans l'armée du tsar. Après être arrivé en France, le père vivote comme il peut et, à sa mort, il demande à Psar de tout faire pour « rentrer » en Russie.
Psar se fait recruter à 19 ans par un agent du KGB (Pitman), comme agent d'influence sur la France pour appliquer une nouvelle doctrine, inventée par Mohammed Mohammedovitch Abdoulrakhmanov et inspirée de Sun Tzu et de Gramsci,  pour « travailler » l'opinion publique de telle sorte que le pays visé se jette dans les bras de ses « libérateurs ».
Pendant trente ans, Psar, placé comme agent littéraire, fait publier des auteurs subtilement favorables à l'Union soviétique et d'autres destinés à affaiblir la France. Il les promeut par des campagnes de presse qu'il lance et amplifie avec son « orchestre » de personnalités sous influence.
Notamment, Psar est promu colonel pour avoir assuré le succès littéraire d'un livre critique envers le système scolaire français, écrit en sous-main par le KGB, qui, d'après les chefs de Psar, devrait casser l'éducation en France pour au moins vingt ans.
Parfois, Psar déprime, notamment parce qu'il a des envies de paternité. Le KGB lui fournit alors une fiancée, dénommée Alla, qui l'attendra au pays jusqu'à sa retraite. Psar et Alla ne se voient qu'une fois, en Yougoslavie. Alors que Psar songe à rentrer en Russie, pour voir son épouse et son fils, le Directorat lui demande un « dernier service » avant de partir en retraite.
En fait, les supérieurs de Psar n'ont jamais eu l'intention de le laisser revenir en URSS, et ils profitent de sa demande pour faire « le ménage » dans l'« intelligentsia » française en discréditant les personnalités devenues moins "idiots utiles" parfaits qu'à leurs débuts.
Nommée opération Pskov, du nom d'une ville rasée par Ivan le Terrible, la mission confiée à Psar consiste à faire passer quelques extraits alléchants d'une œuvre du samizdat, tout en piquant la curiosité du public en laissant courir le bruit que l'auteur est le dissident Kournossov, qui avait essayé de tuer Léonid Brejnev avant d'être enfermé dans un asile psychiatrique pour dissidents. Les journalistes, les dissidents soviétiques et les intellectuels encensent les premiers extraits du livre.
L'amorce de cette opération se fait à l'insu de Psar, qui, s'il se doute bien par qui elle est orchestrée, n'en connaît ni les tenants ni les aboutissants. Une fois l'agitation médiatique lancée, son Directorat lui demande de faire publier l'intégralité du livre par le plus influent éditeur de la place. Le manuscrit est un véritable torchon. L'éditeur choisi n'en veut plus, et le critique vedette de son orchestre n'en fera ni éloge ni critique. Pour pallier ces réticences, le directorat met à sa disposition de quoi faire chanter les récalcitrants, qui s'exécutent.
Ce livre est une telle bombe qu'une cabale, bien entretenue par d'autres « orchestres » sous influence, discrédite une bonne partie de l'intelligentsia parisienne et les dissidents soviétiques. Ils sont souvent poussés à la retraite, ou perdent leur poste, leur chronique dans leurs journaux, leur prestige et leur influence. Ils sont, bien sûr, remplacés par d'autres personnes, aussi sous influence mais plus jeunes et plus dociles.
C'est à ce moment-là que la deuxième phase de l'opération Pskov est lancée. Le KGB extrade un faux Kournossov, un détenu dont le vrai nom est Gavérine, qui a passé toute sa vie au goulag. Ses manières et ses opinions d'extrême-droite, à la suite du livre, finissent de le discréditer auprès de l'opinion. Avant d'en arriver là, Gavérine a le temps de calomnier tous les dissidents soviétiques en révélant toutes leurs petites affaires, ce qui se résume à : « Ils font partie des oppresseurs et ont quitté l'URSS par jalousie envers ceux qui ont le pouvoir ».
La troisième et dernière phase de l'opération Pskov est alors lancée. Elle consiste à faire dénoncer le faux auteur dissident Kournossov par un de ses anciens codétenus, lui aussi sorti de prison dans ce dessein. Tous les faiseurs d'opinion, l'intelligentsia française et les dissidents soviétiques, désormais perçu comme un groupe de pantins manipulés, sont ainsi totalement discrédités. À ce moment-là, Psar, ayant aussi perdu tout prestige en raison de son rôle de premier plan dans l'affaire, voit son orchestre complètement « démonté » et est lui-même lâché par le KGB. Le numéro de téléphone d'urgence ne répond plus.
Toutefois, Pitman, l'homme qui a recruté Psar trente ans auparavant, voit comment évolue la situation et décide, contre l'avis de son mentor, de lancer une opération qui lui tient à cœur et qui nécessite des conditions très particulières : l'Opération Signe dur consiste à envoyer en Occident un dissident charismatique, à lui adjoindre à son insu un agent d'influence de l'URSS pour monter un parti politique anticommuniste de centre droit, qui sera entièrement composé de personnes sous influence ainsi que d'agents soviétiques.
Avant que Psar ne comprenne qu'il a été sacrifié, le KGB reprend contact avec lui pour lancer l'opération « Signe dur ». Pour le faire rester en France, ils lui annoncent que sa fiancée (fictive) et son fils (fictif aussi) sont morts dans un accident de la route.
Rassemblant les restes de son « orchestre », Psar lance une campagne de presse, relayée par d'autres orchestres, qui se mue en un véritable mouvement d'opinion pour la libération du vrai « Kournossov ». Psar comprend que son temps de service n'est pas terminé mais accepte la mission d'accueillir Kournossov et de le cadrer dans la création de son parti afin que celui-ci se fasse bien voir dans la ligne voulue par le KGB.
Un peu après, Psar déjeune avec un écrivain, Blun, qu'il a lancé à ses débuts. Auteur de livres d'aventures et de romans de gare procommunistes, Blun lui demande de le pistonner pour entrer dans le nouveau parti de Kournossov. Devant la surprise de Psar de le voir rejoindre les anticommunistes, Blun lui explique que, revenant de l'Union soviétique, les Soviétiques lui ont mis une pin-up dans son lit pour le faire chanter par la suite. Puisque son épouse et lui vivent déjà séparés, le chantage ne prend pas, et Blun en profite pour montrer à Psar les photos compromettantes. Psar reconnaît sa fiancée, Alla, qui avait été déclarée morte.
Psar comprend alors qu'on s'est joué de lui et qu'il n'est qu'un pion sacrifié. Le faux Kournossov, Gavérine, vient d'être retrouvé mort (il s'est apparemment suicidé) alors que son obsession était de se mettre à l'abri du KGB. Pris de panique et voulant prendre le large quelque temps pour y voir plus clair, Psar quitte Paris en urgence avec sa secrétaire, mais celle-ci est un agent soviétique chargé de le surveiller : elle donne l'alerte. Psar se réfugie dans un château abandonné en pleine campagne où il tue l'agent venu le chercher et le raisonner. Il retourne à Paris et trouve refuge chez une jeune fille dont il avait refusé de publier le livre parce qu'elle avait refusé d'y apporter des modifications suggérées contre la vérité.
Psar finit par téléphoner à la police française pour se livrer, mais l'appel aboutit à un agent français qui renseigne les soviétiques. celui-ci informe à la fois sa hiérarchie et son contact au KGB. Ce policier français était toutefois déjà surveillé. Ses supérieurs, ayant intercepté l'appel et étant parfaitement conscients de la situation, décident de laisser faire. Ainsi, ils renoncent à interroger et à poursuivre en justice un agent d'influence, qui ne pourrait pas leur fournir d'informations utiles et qui ne pourrait pas non plus être inculpé puisqu'il n'a rien fait d'illégal.
Le roman se termine par le ramassage de Psar par le KGB.

## Le roman d'un agent d'influence
L'écriture de ce roman a été suggérée à Volkoff par le directeur du SDECE, Alexandre de Marenches, qui lui a fourni des faits réels sur lesquels est construite la trame du récit. Selon Volkoff, ce roman est aussi l'œuvre d'un agent d'influence qui veut faire prendre conscience de la réalité des techniques de désinformation. Le personnage du général Mohammed Mohammedovitch Abdoulrakhmanov est inspiré par une personne ayant bien existé, Ivan Agayants, « ancien directeur des mesures actives du KGB dans les années 1960 ».
À sa sortie, le livre a fait l'objet de violentes attaques mettant en cause l'ambiguïté de certaines situations : Pitman et Abdoulrakhmanov qui, du début à la fin de l'histoire, tirent toutes les ficelles, sont respectivement juif et musulman, et leur engagement communiste est clairement dirigé contre le caractère slave et orthodoxe de la Russie dont l'Union soviétique, est un dépassement. La sincérité, et moins encore, l'intelligence des deux chefs « tchékistes », ne sont aucunement remises en question par le lecteur. En revanche, le triste héros du roman, Psar, devient collaborateur des communistes par amertume et par haine de la France. Il est vraiment le « grand russe » et tombe dans tous les pièges tendus de longue date par les vrais communistes, non russes, alors qu'il croyait, avec stupidité et arrogance, qu'il maîtrisait la situation.
Ces opinions et les thématiques de la traîtrise et de la manipulation sont d'ailleurs récurrentes dans l'œuvre de Volkoff.

## Éditions
- Le Montage, éditions Julliard, 1982  (ISBN 2260003036).